# Agugulu
Agugulu est un village des Samoa américaines situé au sud-ouest de Tutuila, se situant pas loin de 'Amanave. Le village est le lieu de résidence de 45 samoan-américains.